# Байтерек
Байтерек (на казахски: Бәйтерек – „високо тополово дърво“), е паметник и наблюдателна кула в казахстанската столица Астана.
Тя е сред туристическите атракции на града и неин символ. Издигната е през 1997 г. по инициатива на казахстанския президент Нурсултан Назърбаев, за да ознаменува статута на Астана като новата столица на Казахстан.

## Конструкция и символика
Паметникът въплъщава казахската народна приказка за митичното дърво на живота и магическа птица на щастието, наречена Самрук, която снесла яйцето си в чатала между 2 клона на тополово дърво.
Високата 105 метра структура се състои от тесен цилиндричен вал, който постепенно се разширява към върха (символизира „дървото“) и златна сфера с диаметър от 22 метра (представляваща „яйцето“), в която има панорамна площадка. Архитект на кулата е британският архитект сър Норман Фостър
Панорамната площадка се издига на 97 метра, тъй като през 1997 г. Астана става столица на Казахстан. От нея се открива невероятна гледка към „Булеварда на водата и зеленината“. На платформата има позлатен отпечатък от дясната ръка на първия президент на независим Казахстан Нурсултан Назърбаев. Посетителите на кулата могат да поставят ръката си в отпечатъка и, поставяйки я там, започва да звучи националният химн на Казахстан. Освен панорамната площадка в кулата се намират още голям аквариум и художествена галерия.